# Alphonse Demoulin
Alphonse Demoulin (Bruxelas, 20 de setembro de 1869 - Gante, 25 de junho de 1947) foi um matemático belga, especialistas em geometria projetiva e geometria diferencial.
Recebeu o Prêmio Poncelet de 1945. Foi palestrante do Congresso Internacional de Matemáticos em Toronto (1924).